# Alfredo Cardinale
Alfredo Cardinale (Ariano Irpino, 20 agosto 1976) è un allenatore di calcio e calciatore italiano, di ruolo centrocampista.

## Carriera
Dopo essere cresciuto nel vivaio dell'Avellino, talvolta aggregato alla prima squadra, si trasferisce nella Primavera del Parma, nella quale rosa appariva anche Gigi Buffon. Effettua la sua prima vera esperienza da calciatore professionista con la maglia della Lodigiani, disputando il campionato di Serie C1 nell'annata 1996-1997.
Rimarrà in questa categoria anche nelle annate a seguire, prima con i lupi irpini dell'Avellino, poi con l'Atletico Catania, per approdare nel 1999 al Crotone: resterà in maglia rossoblu per ben 7 anni acquisendo durante la sua permanenza anche la fascia di capitano, disputando più di 200 partite ufficiali (intervallate soltanto da una parentesi al Cosenza nella stagione 2002-2003) e contribuendo a riportare il Crotone in Serie B.
Nel gennaio 2007 passa al Rimini a titolo definitivo. Dopo due stagioni e mezzo di Serie B con la maglia biancorossa firma un rinnovo triennale nell'estate 2009, ereditando allo stesso tempo anche la fascia di capitano dal partente Adrián Ricchiuti. Nella stagione 2009-2010 firma anche il suo primo gol in campionato con la maglia biancorossa, mettendo a segno la rete del definitivo 2-0 del Rimini contro il Cosenza (sua ex squadra). A fine stagione resta svincolato a causa dell'esclusione del Rimini dai campionati. Nel 2010 dopo essersi allenato con il Real Rimini durante l'estate decide a sorpresa di entrare a far parte della rosa dell'A.C. Rimini 1912 con il quale disputa il campionato di Serie D girone F. Con la promozione del Rimini in Lega Pro Seconda Divisione, rimane talvolta fuori dalla formazione titolare, entrerà però in molte partite dalla panchina e alla fine collezionerà un totale di 21 presenze. A fine stagione la società decide di non rinnovargli il contratto e così a 36 anni dopo 5 stagioni e mezzo termina la sua militanza nel Rimini con un totale di 150 presenze e 1 gol.
Inizia la stagione seguente con la Juvenes Dogana nel campionato sammarinese, poi il 15 novembre 2012 firma un contratto con la Savignanese, squadra militante nel campionato di Eccellenza Emilia-Romagna.
Dal 2022 è allenatore-giocatore e direttore sportivo del Real Riccione, squadra con cui ha vinto il campionato di Terza Categoria, e milita in Seconda Categoria, Girone O, dell’Emilia-Romagna, comitato provinciale di Rimini.

## Palmarès

### Club

#### Competizioni nazionali
- Serie C1: 1

Crotone: 1999-2000